# Salim Bensdira
Salim Bensedira (ou Bensdira) est un acteur, metteur en scène algérien, né en 1955 à Sétif où il réside jusqu'à aujourd'hui.

## Biographie
Dans le courant des années 1980, il est l'un des fondateurs de la troupe Debza (littéralement : coup de poing), la 1re troupe de théâtre dans une université algérienne, avec un groupe de jeunes artistes (Ourad Meziane, Abdelatif Bounab, Rabah Belaouane).
Il s'est beaucoup inspiré du théâtre katibien pour lequel il a monté plusieurs œuvres. Il est également président de la coopérative théâtrale Les compagnons de Nedjma.
Bien connu du milieu de la scène en Algérie, il a aussi fait des tournées à l'étranger, en particulier en France.

## Filmographie

### Théâtre
- 1996 : L'accusé (monologue) d'Abdelatif Bounab
- 1998 : L'enjeu d'Abdelatif Bounab

### Mise en scène
- 2000 : La ronde des mendiants d'Abdelatif Bounab
- 2004 : L'errant

## Distinctions

### Récompenses
Il reçoit le prix spécial du jury lors du festival national de théâtre professionnel à Sétif en 2005 pour la pièce L'errant.